# Єней Олександр Бейлович
Олександр (Шандор) Бейлович Єней (рос. Александр Бейлович Еней, угор. Jenei Sándor; нар. 15 липня 1965, с. Геївці, Ужгородський район, Закарпатська область) — радянський футболіст, етнічний угорець. Півзахисник.

## Життєпис
Перший тренер — О. І. Філіп.
Виступав у колективах: ЛВППУ (Львів), «Закарпаття» (Ужгород), «Колос» (Зборів), «Нива» (Тернопіль), «Металіст» (Харків), СКА «Карпати» (Львів), «Гонвед» (Будапешт), «Волан» (Будапешт), «Печ», «Баньяш» (Шіофок) (обидва — Угорщина), ГІК (Гельсінкі), ФК «Оулу» (обидва — Фінляндія), «Уйпешт» (Будапешт), «Кечкемийт», «Ерчі Кініші» (Ерчі), «Лісова Галявина» (усі — Угорщина), збірна ветеранів Угорщини.
Тренував команду «Лісова Галявина» (Угорщина).
Мешкає в Угорщині.
| Сезон | Команда            | Ліга | Ігри | Голи |
| ----- | ------------------ | ---- | ---- | ---- |
| 1983  | «Закарпаття»       | D3   | 14   | 0    |
| 1986  | «Нива» (Тернопіль) | D3   | 14   | 2    |
| 1986  | «Металіст»         | D1   | 5    | 0    |
| 1987  | «Металіст»         | D1   | 12   | 1    |
| 1988  | «Металіст»         | D1   | 7    | 0    |
| 1989  | «СКА-Карпати»      | D2   | 17   | 4    |
| 1989  | «Закарпаття»       | D3   | 23   | 3    |